# Сражение при Санта-Крус-де-Тенерифе (1657)
Сражение при Санта-Крус-де-Тенерифе (англ. Battle of Santa Cruz de Tenerife) — морское сражение англо-испанской войны 1654—1660 годов, состоявшееся в бухте Санта-Крус-де-Тенерифе 20 (30) апреля 1657 года между английским флотом адмирала Роберта Блейка, атаковавшим испанский серебряный флот. Закончилось уничтожением испанского флота, однако сокровища, свезенные испанцами на берег перед боем, англичанам не достались.

## Предыстория
Когда Англия решила поддержать Францию в её войне против Испании, то одной из главных английских операций стала блокада Кадиса, осуществлявшаяся адмиралом Робертом Блейком в невиданных ранее масштабах.
В феврале 1657 года Блейк получил информацию, что из Мексики через Атлантику вышел испанский конвой. Несмотря на то, что некоторые капитаны желали немедленно двинуться на перехват галеонов, Блейк отказался распылять свои силы и до конца марта ждал возвращения из Англии судов, отправленных за провиантом и снабжением. После этого, оставив два корабля возле Кадиса, 13 апреля Блейк отправился к Санта-Крус-де-Тенерифе, где испанский «серебряный флот» отдыхал после перехода через океан и ожидал эскорта для прорыва в испанские порты.

## Ход событий
19 апреля эскадра Блейка прибыла к острову Тенерифе. Гавань была защищена 40-пушечным фортом и рядом укреплений поменьше, между которыми были прикрытые линии сообщения, способные укрывать мушкетёров. В гавани под прикрытием береговых батарей стояло 17 испанских кораблей, включая 7 крупных галеонов «серебряного флота».
Утром 20 апреля Блейк воспользовался тем, что шесть галеонов блокировали огонь остальных десяти кораблей. Английские суда вошли в гавань, бросили якоря и в 9 утра открыли огонь; фрегаты атаковали галеоны, а тяжёлые корабли уничтожали береговую оборону. Блейк приказал не брать призов, а полностью уничтожить испанский флот.
Обстрел береговых батарей вызвал там разрушения, а также произвёл большие облака дыма, что прикрыло английские корабли от обстрела с берега. Около полудня испанский флагман прекратил огонь, а вскоре на нём взорвалась крюйт-камера. К трём часам дня шестнадцать испанских кораблей потонули, сдались или были объяты пламенем. В нарушение приказа «Swiftsure» и четыре других фрегата захватили каждый по сдавшемуся кораблю и стали пытаться отбуксировать их из гавани; Блейк послал напоминание о приказе сжигать призы, но ему пришлось повторить это три раза прежде, чем своевольные капитаны послушались.
После уничтожения испанской флотилии английской эскадре пришлось выбираться из гавани под огнём испанских фортов при отсутствии подходящего ветра. Она сумела это сделать за счёт забрасывания якорей и вытравливания якорных канатов, однако зашедший первым и ушедший последним фрегат «Speaker» получил тяжёлые повреждения; тем не менее ни один английский корабль в этом бою не был потерян.

## Итоги и последствия
Блейк был неспособен добраться до американского серебра, которое испанцы успели выгрузить и укрыть на берегу, но и испанское правительство не могло его получить. Когда вести о победе при Санта-Крус-де-Тенерифе достигли Англии, парламент 28 мая проголосовал за то, чтобы наградить Блейка 500 фунтами стерлингов, а командовавший фрегатами Ричард Стейнер был возведён Оливером Кромвелем в рыцарское достоинство.